# (7990) 1981 SN1
(7990) 1981 SN1 es un asteroide que forma parte del cinturón de asteroides y fue descubierto por Norman G. Thomas el 26 de septiembre de 1981 desde la estación Anderson Mesa, en Flagstaff, Estados Unidos.

## Designación y nombre
Designado provisionalmente como 1981 SN1.

## Características orbitales
(7990) 1981 SN1 está situado a una distancia media del Sol de 3,051 ua, pudiendo alejarse hasta 4,011 ua y acercarse hasta 2,090 ua. Su excentricidad es 0,315 y la inclinación orbital 2,344 grados. Emplea 1946,19 días en completar una órbita alrededor del Sol.
Los próximos acercamientos a la órbita de Júpiter ocurrirán el 22 de marzo de 2064, 21 de septiembre de 2112 y el 23 de enero de 2122.

## Características físicas
La magnitud absoluta de (7990) 1981 SN1 es 14,08. Tiene 8,671 km de diámetro y su albedo se estima en 0,123.